# Ludwig von Rockinger

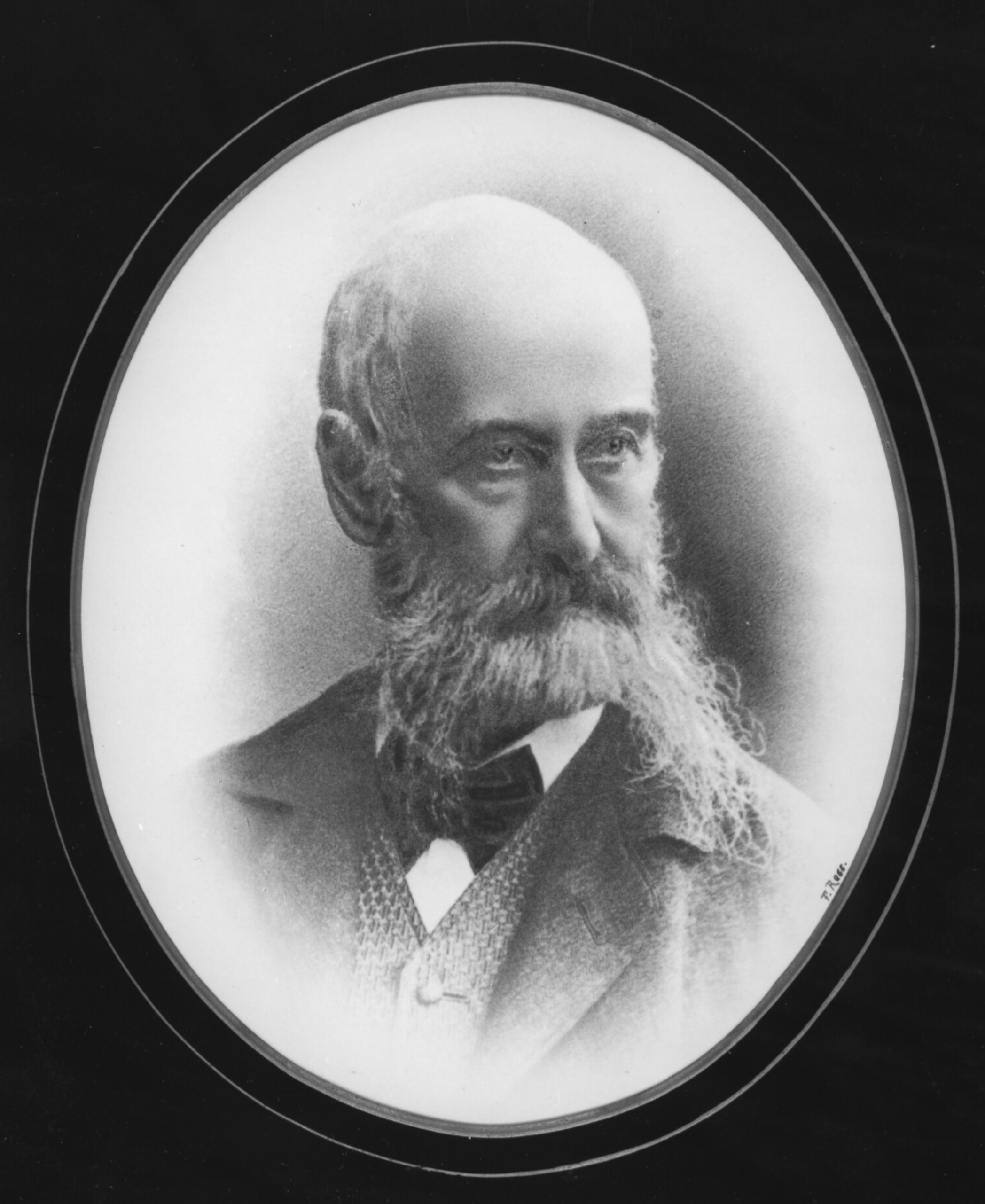
Ludwig von Rockinger

Ludwig von Rockinger (* 29. Dezember 1824 in Würzburg; † 24. Dezember 1914 in München) war ein deutscher Historiker, Archivar und Rechtshistoriker.

## Leben
Er studierte nach dem Gymnasialabschluss 1843 am (heutigen) Wilhelmsgymnasium München an der Münchener LMU, wo er sich 1855 als Privatdozent habilitierte mit der Arbeit Über Formelbücher vom 13. bis zum 16. Jahrhundert als rechtsgeschichtliche Quellen. Nachdem er als Assessor am Reichsarchiv angestellt worden war, wandte er sich ganz dem Archivwesen zu. An der Universität München erhielt er eine Honorarprofessur für Paläographie und bayrische Geschichte. Er war ab 1856 außerordentliches und ab 1868 ordentliches Mitglied der historischen Klasse der bayrischen Akademie der Wissenschaften. 1871 übertrug ihm die Wiener Akademie die Herausgabe des Schwabenspiegels. 1874 wurde er zum korrespondierenden Mitglied der Wiener Akademie ernannt. Ab 1876 leitete er das Geheime Haus- und Staatsarchiv, und Ende 1888 wurde er dessen Direktor. Von 1880 bis 1886 war er Vorsitzender des Historischen Vereins von Oberbayern.
Er leistete Bedeutendes für die bayrische und pfälzische Geschichte. Er schrieb unter anderem die umfangreiche historische Einleitung zu Gustav von Lerchenfelds Altbayrischen landständischen Freibriefen (1853).
Ludwig Rockinger starb 1914 im Alter von 89 Jahren in München.

## Grabstätte

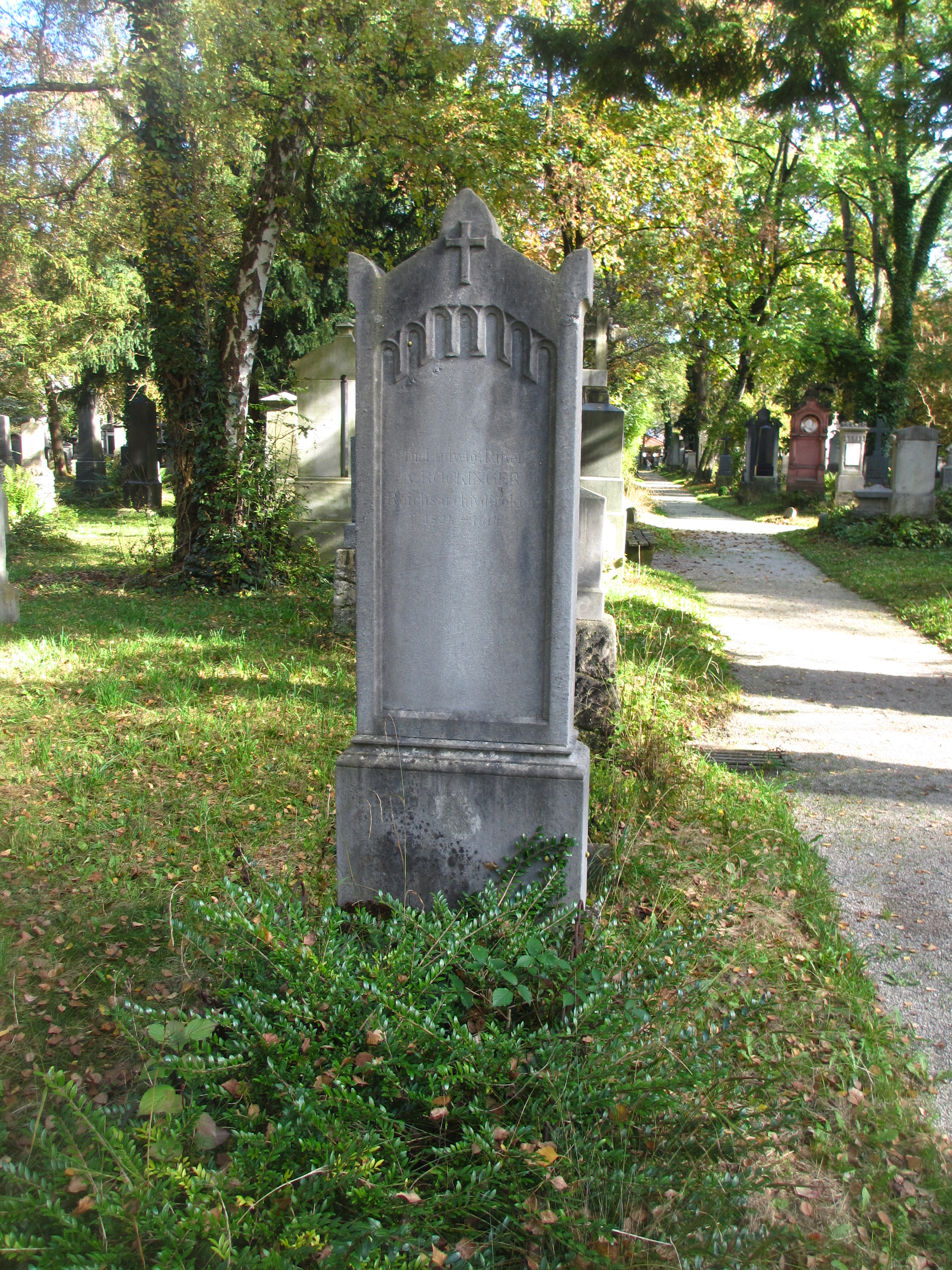
Grab von Ludwig Rockinger auf dem Alten Südlichen Friedhof in München

Die Grabstätte von Ludwig Rockinger befindet sich auf dem Alten Südlichen Friedhof in München (Gräberfeld 14 – Reihe 8 – Platz 57) Standort.

## Namensgeber für Straße
Nach Ludwig Rockinger wurde 1934 in München im Stadtteil Am Hart (Stadtbezirk 11 – Milbertshofen-Am Hart) die Rockingerstraße benannt.

## Veröffentlichungen
- Quellen und Erörterungen zur bayrischen und deutschen Geschichte (Bd. 7 und 9, 1856–58 und 1863–64)
- Monumenta boica (Bd. 38–44, 1866–83)
- Die Pflege der Geschichte durch die Wittelsbacher. München 1880
- Berthold von Regensburg und Raimund von Peniafort im sogen. Schwabenspiegel. München 1877
- Der Könige Buch und der sogen. Schwabenspiegel. München 1883
- An der Wiege der baierischen Mundart-Grammatik und des baierischen Wörterbuches. München 1886 (neu hrsg. 1985 von Robert Hinderling)
- Über die Abfassung des kaiserlichen Land- und Lehnrechts. München 1888
- Über Briefsteller und Formelbücher in Deutschland während des Mittelalters. München 1861